# Jean-Baptiste Noulet
Jean-Baptiste Noulet (Venerque, 1º maggio 1802 – Venerque, 24 maggio 1890) è stato un archeologo, naturalista e geologo francese, che ha contribuito a dimostrare l'esistenza archeologica dell'uomo ed è stato uno dei pionieri della disciplina scientifica dell'archeologia preistorica.

## Biografia
Dopo aver conseguito il dottorato in medicina a Montpellier nel 1832, Noulet si focalizzò nella sua ricerca sull'Occitania e, infine, sulla lingua occitana. Nel 1841 fu nominato presidente di storia naturale medica presso la scuola preparatoria di medicina e farmacistica di Tolosa. Noulet fu direttore del Museo di Storia Naturale di Tolosa dal 1872, dove fondò una galleria dedicata alla preistoria.
Nel campo della malacologia, fece uno studio analitico sulla storia naturale dei molluschi fluviali del bacino sub-pireneano (1834).
Come botanico, pubblicò un volume esaustivo (con 754 pagine) sulle piante regionali dei sub-pirenei, intitolato La Flore du Bassin sous-pyrénéen (1837).
Nel 1851, a Clermont-le-Fort, scoprì i resti della fauna dell'era geologica Pleistocene, insieme alla presenza di manufatti litici, risultati che sembravano dimostrare la coesistenza degli animali di Pleistocene con gli esseri umani e, in sostanza, confermarono le idee precedentemente proposte dal preistorico Jacques Boucher de Perthes (1788-1868).

Ascia lucida presso il Museo di storia naturale di Tolosa, (parte della collezione di Jean-Baptiste Noulet)

## Galleria d'immagini

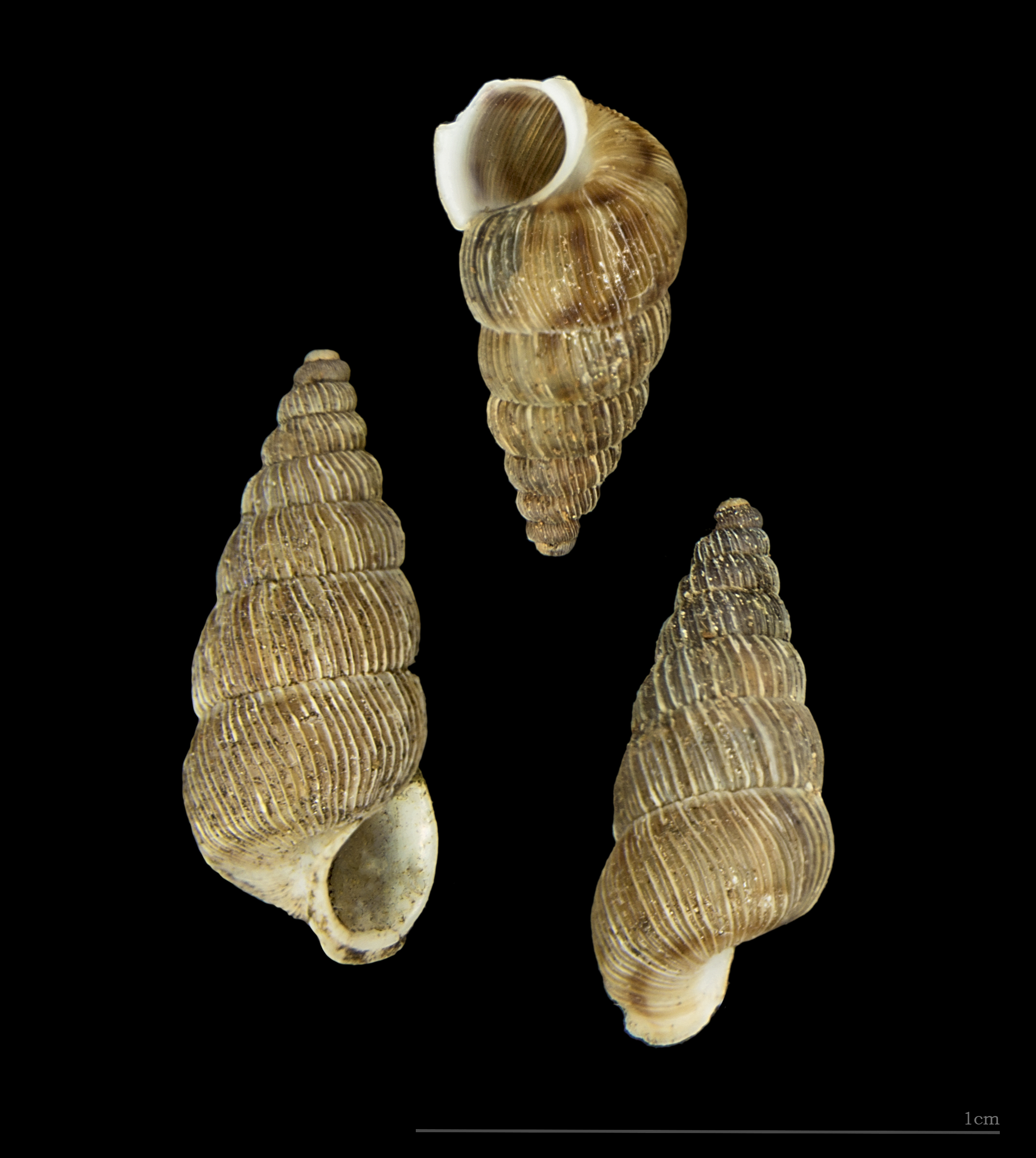
Cochlostoma nouleti - MHNT
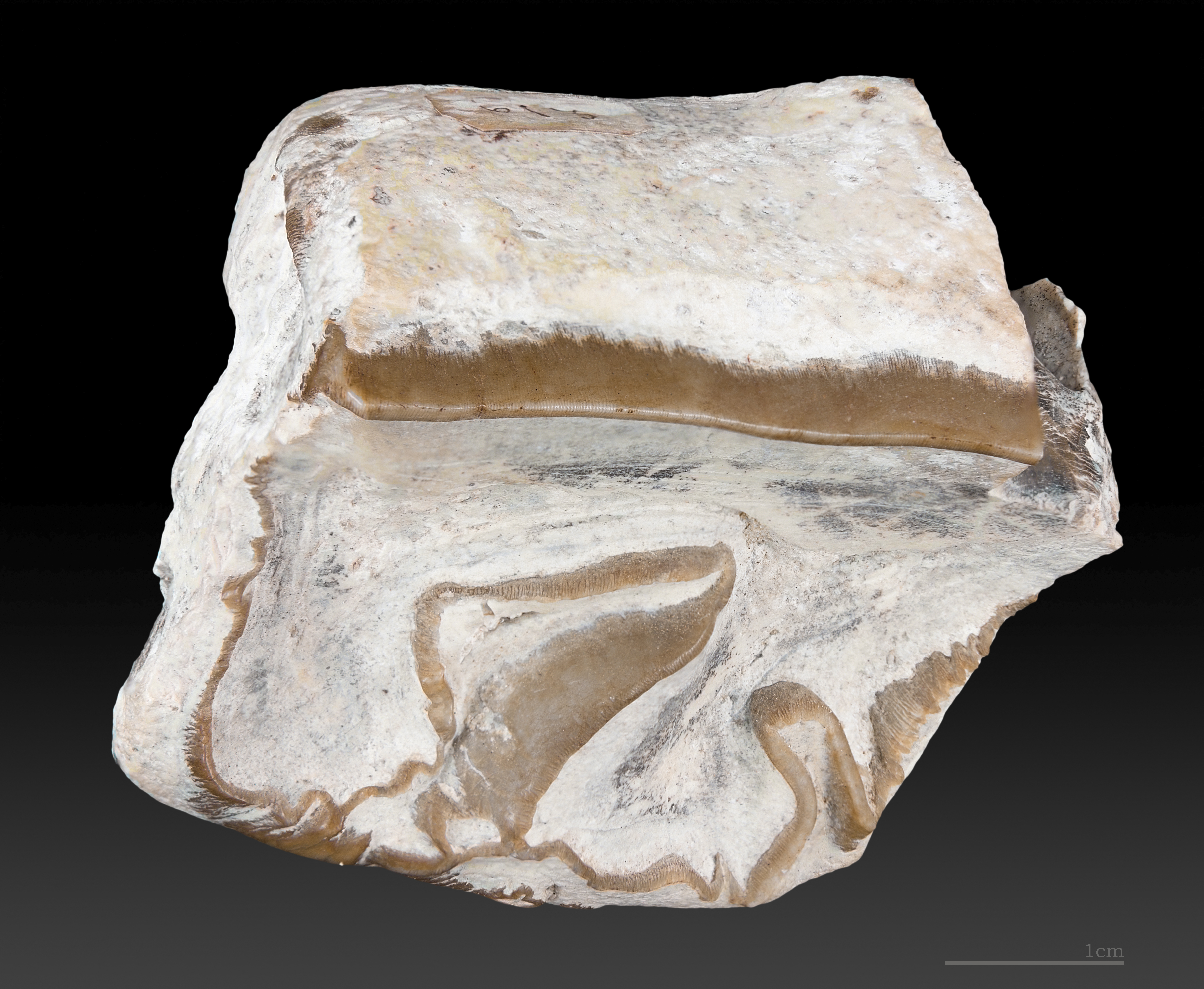
Paratipo di  Cadurcotherium nouleti - MHNT